# Adolf Rudnicki

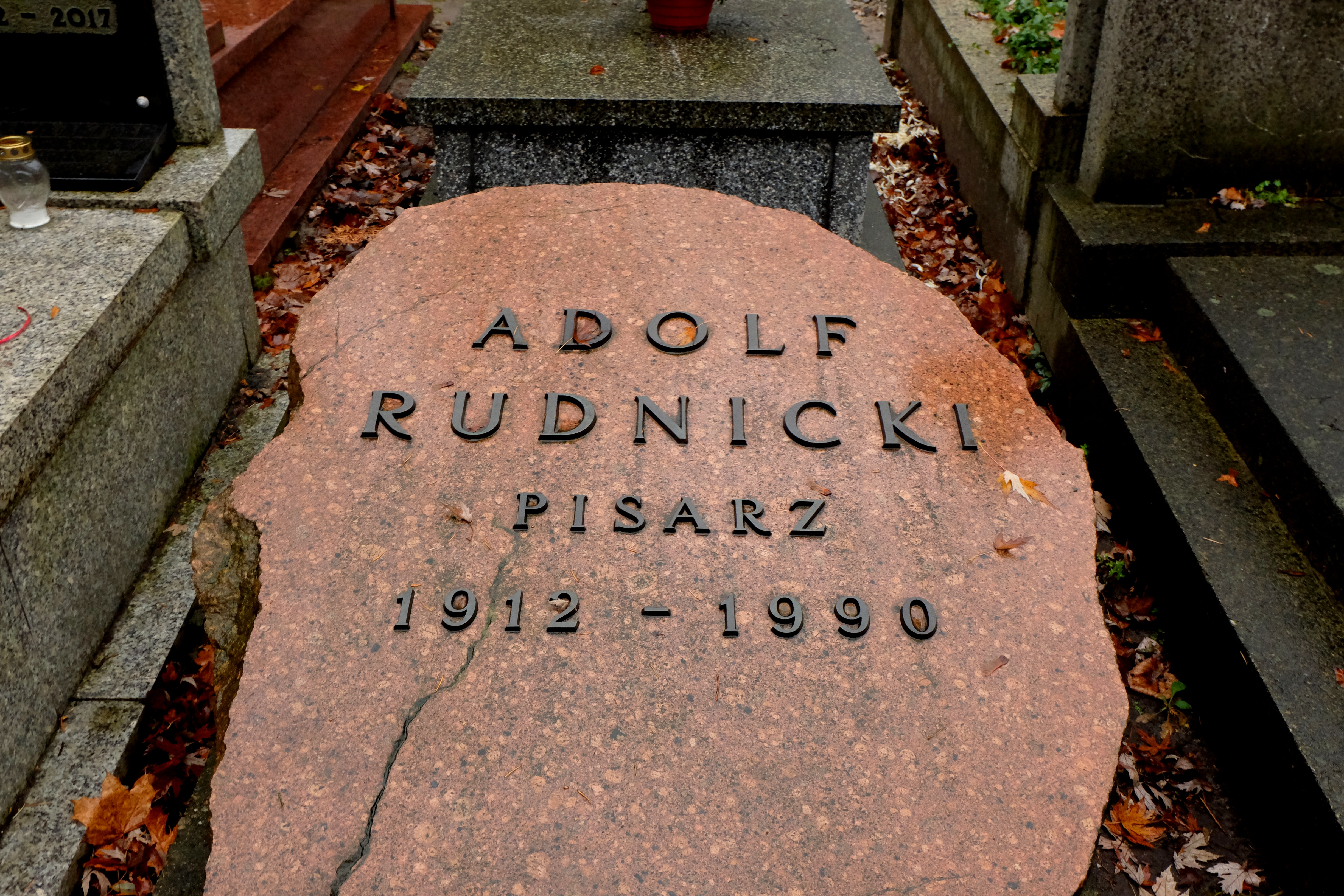
Grób Adolfa Rudnickiego na cmentarzu Wojskowym na Powązkach w Warszawie

Adolf Rudnicki (ur. 22 stycznia 1909 w Żabnie, zm. 14 listopada 1990 w Warszawie) – polski pisarz prozaik i eseista pochodzenia żydowskiego.

## Życiorys
Urodził się jako Aron Hirschhorn w chasydzkiej żydowskiej rodzinie Isaaka Hirschhorna, karczmarza, który był także pomocnikiem cadyka w Tarnowie, i Nechy ze Schneiderów. W 1931 ukończył szkołę handlową i podjął pracę jako urzędnik bankowy. Debiutował jako prozaik w 1930 na łamach dziennika „Kurier Poranny” nr 234, w którym wydrukowano jego nowelę pt. Śmierć operatora. Pierwszą powieść pt. Szczury napisał w 1932 r.
Był uczestnikiem kampanii wrześniowej, został wzięty do niewoli, z której uciekł. W latach 1940–1941 przebywał we Lwowie, gdzie był członkiem Narodowego Komitetu Żydowskiego. 17 września 1940 wstąpił do Związku Radzieckich Pisarzy Ukrainy. Od 1942 przebywał w Warszawie, gdzie działał w podziemiu kulturalnym. W 1944 wstąpił jako ochotnik do Armii Krajowej. Brał udział w powstaniu warszawskim.
Po wojnie mieszkał w Łodzi, a później w Warszawie. Poświęcił się pracy pisarskiej. Współpracował z pismami „Kuźnica” i „Świat”.
Znaczącym motywem twórczości Rudnickiego jest martyrologia Żydów. Określenie „epoka pieców” pochodzi od tytułu jednego z jego utworów. Rudnicki pisał także utwory psychologiczne oraz eseje.
Zmarł w Warszawie, pochowany na cmentarzu Wojskowym na Powązkach (kwatera AII-11-17a).

## Żona
W 1960 roku ożenił się z Barbarą Baranowską (ur. 17 lutego 1934 w Katowicach) ilustratorką książek i plakacistką. W 1963 roku małżeństwo się rozpadło, gdy Baranowska związała się z reżyserem Andrzejem Żuławskim.

## Ordery i odznaczenia
- Krzyż Oficerski Orderu Odrodzenia Polski (1956)[5]
- Złoty Krzyż Zasługi (8 maja 1946)[5][8]
- Medal 10-lecia Polski Ludowej (19 stycznia 1955)[9]
- Odznaka honorowa „Za zasługi dla Gdańska” (1960)[10]

## Nagrody
- 1955 – Nagroda Państwowa II stopnia za tom opowiadań Żywe i martwe morze[11]
- 1966 – Nagroda Państwowa za tom Kupiec łódzki
- 1987 – Nagroda Ministra Kultury i Sztuki I stopnia[5]

## Utwory literackie
- Szczury (1932)
- Żołnierze (1933)
- Niekochana (Towarzystwo Wydawnicze „Rój”, 1937)
- Lato (Towarzystwo Wydawnicze „Rój”, 1938)
- Doświadczenia (1939); wydane łącznie z Żołnierzami jako Profile i drobiazgi żołnierskie (1946)
- Szekspir (1948)
- Pałeczka, czyli Każdemu to na czym mu mniej zależy (1950)
- Żywe i martwe morze (1952)
- Ślepe lustro tych lat cykl Niebieskie kartki (1956)
- Prześwity cykl Niebieskie kartki (1957)
- Narzeczony Beaty cykl Niebieskie kartki (1960)
- Obraz z kotem i psem cykl Niebieskie kartki (1960)
- Kupiec łódzki cykl Niebieskie kartki (1963)
- Pył miłosny cykl Niebieskie kartki (1964)
- Wspólne zdjęcie cykl Niebieskie kartki (1967)
- Teksty małe i mniejsze (1971)
- Rogaty warszawiak (refleksje wokół wspomnień o Antonim Słonimskim) (1981)
- Sto lat temu umarł Dostojewski (1984)
- Krakowskie Przedmieście pełne deserów - wspomnienia (1986)
- Teatr zawsze grany (refleksje wokół wspomnień o Idzie Kamińskiej) (1987)

### Wydania pośmiertne
- Wybór opowiadań, seria: Biblioteka Narodowa, Zakład Narodowy im. Ossolińskich Wydawnictwo, Wrocław 2009 ISBN 978-83-04-04943-7.